# Frédéric Finot

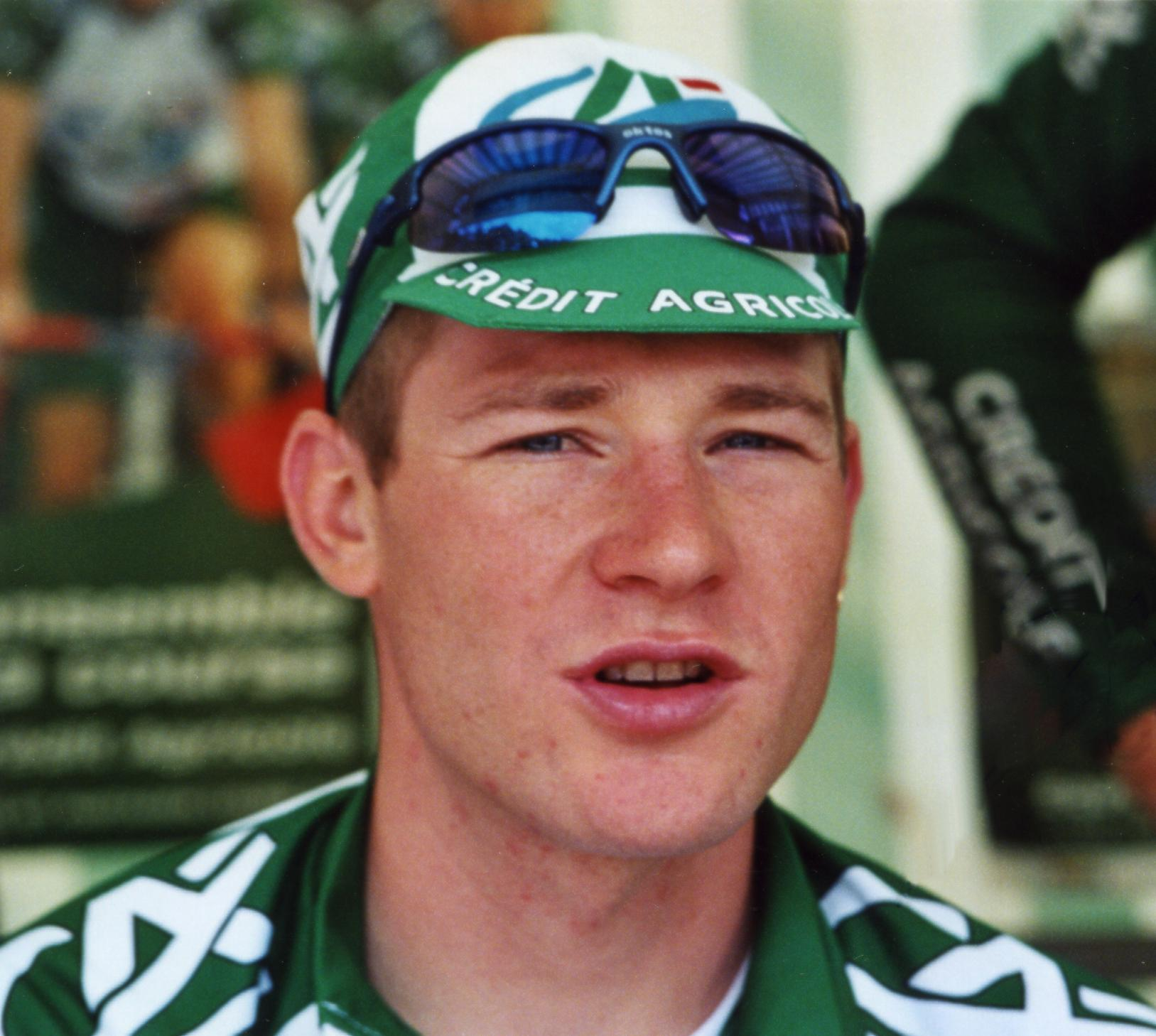
Frédéric Finot

Frédéric Finot (* 20. März 1977 in Nevers, Burgund) ist ein ehemaliger französischer Radrennfahrer. 
1993 wurde Frédéric Finot französischer Jugendmeister im Straßenrennen. 1999 erhielt er seinen ersten Vertrag bei einem UCI-Team und konzentrierte sich vor allem auf Etappensiege bei mehrtägigen Rundfahrten. Von 2002 bis 2003 fuhr Finot für den französischen GS1-Team Jean Delatour. Im folgenden Jahr (2004) stand er bei R.A.G.T. Semences - MG Rover, ebenfalls ein französisches GS1-Team, unter Vertrag. Zweimal startete er bei der Tour de France. 2006 wurde Finot von seinem Team Française des Jeux, dem er seit 2005 angehörte, nicht für die Tour de France nominiert. 2007 fuhr er für das kleine Continental Team VC Roubaix. 2008 beendete er seine Laufbahn als Radprofi.

## Palmarès
2000
- eine Etappe Tour de l’Avenir
- eine Etappe Tour de Wallonie
- eine Etappe Tour de Normandie

2002
- Prix du Léon
- Tour du Doubs

2003
- eine Etappe Vier Tage von Dünkirchen

2004
- Boucles de l’Aulne
- Duo Normand (mit Eddy Seigneur)

2005
- Gesamtwertung Paris–Corrèze

2007
- eine Etappe Route du Sud

2010
- eine Etappe Tour Alsace

## Teams
- 1999 Crédit Agricole
- 2000 Crédit Agricole
- 2001 Crédit Agricole
- 2002 Jean Delatour
- 2003 Jean Delatour
- 2004 R.A.G.T. Semences
- 2005 La Française des Jeux
- 2006 La Française des Jeux
- 2007 Roubaix Lille Métropole
- 2008 Continental Team Differdange
- 2009 Creusot Cyclisme
- 2010 Creusot Cyclisme